# Ivar Hellman
Ivar Hellman, född 20 januari 1891 i Sankt Olai församling, Norrköping, död 19 februari 1994 i Kungsholms församling, Stockholm, var en svensk dirigent och kompositör. 

## Biografi
Ivar Hellman föddes 1891 i Norrköping. Han var son till fabrikören John Hellman och Karin Ohlsson. Hellman avlade organistexamen och kyrkosångarexamen vid Musikkonservatoriet i Stockholm och studerade även i Sondershausen. Han var med i Norrköpings orkesterförening och var dess ledare 1913–1928. Hellman invaldes 1917 som associé av Kungliga Musikaliska Akademien. Därefter var han kapellmästare vid dåvarande Radiotjänst 1928–1956. Hellman var gästdirigent i konsertföreningen i bland annat Stockholm, Göteborg, Köpenhamn och Helsingfors. Han komponerade bland annat Kungamarsch (första pris vid kung Gustaf V:s 80-årsdag). Hellman blev 1971 ledamot av Kungliga Musikaliska Akademien.[källa behövs]
Han är gravsatt i Gustav Vasa kyrkas kolumbarium vid Odenplan i Stockholm.

### Familj
Hellman  var gift med Karin Jonsson (1900–1963), dotter till direktören Josef Jonsson och Augusta Engström.